# 第320師団 (日本軍)
第320師団（だいさんびゃくにじゅうしだん）は、大日本帝国陸軍の師団の一つ。

## 沿革
本土決戦第三次兵備として、本土決戦に備えるため1945年（昭和20年）5月23日に編成された沿岸配備師団である。第303・308・312・316・321・322・344・351・354・355師団と同時に編成され、第320師団のみが朝鮮半島に配備された。
第320師団は京城で編成に着手し、7月25日に大邱で編成が完結。京城から大邱にかけての区域を担当した。8月9日のソ連対日参戦を受けて歩兵第362連隊を咸興に派遣し、師団主力は元山に移動する中で終戦を迎えた。

## 師団概要

### 師団長
- 八隅錦三郎 中将：1945年（昭和20年）6月1日 - 終戦[1]

### 参謀長
- 石橋松茂 中佐：1945年（昭和20年）6月1日 - 終戦[2]

### 最終司令部構成
- 参謀長：石橋松茂中佐
  - 参謀：本川家喜少佐

### 最終所属部隊
- 歩兵第361連隊（朝鮮）：高原秀信大佐
- 歩兵第362連隊（朝鮮）：野坂忠良中佐
- 歩兵第363連隊（朝鮮）：古池清一中佐
- 第320師団噴進砲隊
- 第320師団工兵隊
- 第320師団通信隊
- 第320師団輜重兵中隊
- 第320師団野戦病院